# Emil Czerny
Emil Alfred Czerny ps. „Wacław”, „Zbychosław” (ur. 7 marca 1910 w Przemyślu, zm. 25 kwietnia 2000 w Trzebnicy – podpułkownik Wojska Polskiego, komendant Obwodu Przemyśl Związku Walki Zbrojnej i Armii Krajowej.

## Życiorys
W 1923 roku ukończył szkołę podstawową, następnie w latach 1924-1929, uczył się w Seminarium Nauczycielskim w Przemyślu. Jego kolegą szkolnym, a w czasie okupacji adiutantem był Władysław Szechyński. Do roku 1931 pracuje jako nauczyciel, w tym też roku zostaje powołany do służby wojskowej w Szkole Podchorążych Rezerwy Artylerii we Włodzimierzu Wołyńskim. Po jej ukończeniu nadal pracował jako nauczyciel. W 1935 został mianowany na stopień podporucznika ze starszeństwem z dniem 1 stycznia 1934 i 498. lokatą w korpusie oficerów rezerwy artylerii. W 1939, razem z żoną, także nauczycielką, pracował w miejscowości Karcz, w gminie Małoryta na Polesiu na stanowisku kierownika szkoły podstawowej. 23 marca tego roku został zmobilizowany do 30 pułku artylerii lekkiej w Brześciu nad Bugiem i przydzielony do 7. baterii na stanowisko oficera zwiadowczego. W kampanii wrześniowej walczył na stanowisku dowódcy I plutonu 7. baterii 30 pal. 13 września został ranny i dostał się do niemieckiej niewoli. Do końca listopada 1939 przebywał na leczeniu w Szpitalu PCK w Pruszkowie, a po jego likwidacji trafił na oddział chirurgiczny w Tworkach. W końcu grudnia, po uzyskaniu zezwolenia, wrócił do Przemyśla, gdzie w tamtejszym szpitalu powszechnym przebywał na leczeniu do kwietnia 1940.
W czasie okupacji w latach 1940-1942 walczył w Związku Walki Zbrojnej i Armii Krajowej, w tym okresie pełnił funkcję szefa wywiadu wojskowego, zastępcy komendanta obwodu przemyskiego. 1 stycznia 1941 komendant Inspektoratu Rejonowego powierzył mu stanowisko komendanta tegoż obwodu.
W roku 1993 został uhonorowany przez Radę Miejską w Przemyślu tytułem Honorowego Obywatela Miasta Przemyśla.

## Ordery i odznaczenia
- Krzyż Walecznych
- Srebrny Krzyż Zasługi z Mieczami
- Krzyż Partyzancki
- Krzyż Armii Krajowej
- Odznaką: Miasto Przemyśl Swemu Obrońcy